# 彭宪法
彭宪法（1954年11月—），男性，汉族，湖南湘潭人。1971年11月参加工作，1981年7月加入中国共产党。国防科技大学非金属基复合材料专业毕业，中国社会科学院研究生院财贸经济系商业经济专业研究生。中华人民共和国政治人物。曾担任湖南省人大常委会秘书长等职务。

## 生平
彭宪法早年在湘潭电机厂工作，后来从政，历任中共湘潭市委组织部干部科副科长；中共湘潭市岳塘区区委书记:57，1992年，岳塘区与板塘区、郊区合并后，他转任区委副书记、区长:10-11；湘潭市人民政府副市长兼市体改委主任，中共湘潭市委常委，市委副书记等职。2003年4月至2006年12月任中共湘潭市委副书记、市人民政府市长。2006年12月升任中共湘潭市委书记。
2010年1月至2013年1月任中共湖南省委副秘书长。
2013年1月至2013年6月任湖南省人大常委会秘书长。2013年6月任湖南省人大常委会秘书长、省人大常委会机关党组书记，2018年1月届满卸任。